# Гркокатоличка црква Успења Пресвете Богородице у Куцури
Гркокатоличка црква Успења Пресвете Богородице у Куцури (рсн. Грекокатолїцка церква Успения Пресвятей Богородици у Коцуре) је гркокатоличка парохијална црква у Куцури, која потпада под надлежност Крстурске гркокатоличке епархије. Потиче из друге половине 18. века. По својим и архитектонским одликама, припада стилу који је познат као панонски барок. Има четвороугаону апсиду, а бочни зидови су ојачани контрафорима. Проглашена је за споменик културе Републике Србије децембра 2022. године.

## Историја
Прва гркокатоличка црква у Куцури, саграђена је 1765. године, непосредно након досељавања гркокатоличких Русина у то место. Пре тога је у селу постојала само српска православна црква за Србе староседеоце.
Црква је грађена од набоја. Унутра је могло стати до 300 људи. У унутрашњости није било никаквих уметничких вредности. Није имала торањ, већ је уместо торња био подигнут звоник од греда, а у звонику је било једно звоно тешко око 50 килограма. Била је посвећена Покрову Пресвете Богородице.
Године 1778, је у Куцури било 658 гркокатолика. Већ након три године, 1781. број гркокатолика у Куцури је нарастао до 1215. Нагло повећање русинског становнишва у селу био је разлог да је та црква постепено постајала тесна. Године 1792. је постављен темељ нове цркве. Тај догађај је описан у првим српским новинама „Сербскија новини” (Беч, број 79 од 1. октобра 1792. године).
Изградњу нове цркве која је и данас активна, дозволила је царица Марија Терезија и о томе издала решење 8. јула 1780. То је потврдио њен син Јосип II 1786. године и црква је изграђена о трошку угарске дворске коморе 1795. године. Иако је градња цркве започета 1792. године, када је постављен камен темељац, због ратова које је водила Аустроугарска, изградња је трајала дуго. Пројектант цркве је био Јосип Киш, а главни зидар Франциско Фриц. Лука Шостерић је био представник угарске дворске коморе и грађевински руководилац. Богослужења су се и даље одржавала у старој цркви, док се нова црква није уредила изнутра. Иконостас је сликао сликар Арсен Теодоровић, а резбарије на иконостасу је израдио Јохан Штајнхаузер, скулптор и иконорезац из Сомбора. Иконостас је постављен 1813. године. Владика Константин Станић је 1820. посветио нову цркву која носи име Успења Пресвете Богородице.
Црква је дугачка 33,2 метра, широка 13,7 m, изнутра је висока 11 m. Торањ је висок 47,2 метра.
Испред цркве се налази велики крст од црвеног мермера, који је постављен 1872. године.
У више наврата, црква је била поправљана и осликавана. Под је најпре био од цигала, а 1843. је постављен камени патос. Унутрашњост цркве је осликана 1910. Између 1920. и 1923. набављена су и постављена три црквена звона. Године 1939, подигнут је нови мермерни престо. Академски сликар Лазар Микулић је насликао велику слику Царице-Богородице 1959. и поставио је у светилиште. Исте године је уз цркву дограђена сакристија. Црква је обновљена са спољашње стране, 1974. године. Електрификација звона урађена је 1978. године. Због неисправне електричне инсталације, 1980. је на иконостасу избила ватра. У пожару је потпуно уништено или значајно оштећено 11 икона, као и део резбарија на иконостасу. Градња црквене сале у порти цркве, започета је 1989. године. У сали се налазе три слике академске сликарке, пореклом из Куцуре, Серафине Пушкаш Стојшић. Темеље за нови парохијални дом поред цркве је 1998. године посветио владика Славомир Микловш а градња је завршена у октобру 2000. године.

## Галерија
- Гркокатоличка црква у Куцури
- Црква у Куцури
- Крст испред цркве
- Слика Царице-Богородице у гркокатоличкој цркви у Куцури
- Крст испред Гркокатоличке цркве
- Црква Успења Пресвете Богородице